# Cathédrale d'Oristano
La cathédrale d'Oristano ou cathédrale Notre-Dame de l'Assomption (en italien : Cattedrale di Santa Maria Assunta) est une église catholique romaine d'Oristano, en Italie. Il s'agit de la cathédrale de l'archidiocèse d'Oristano.

## Galerie

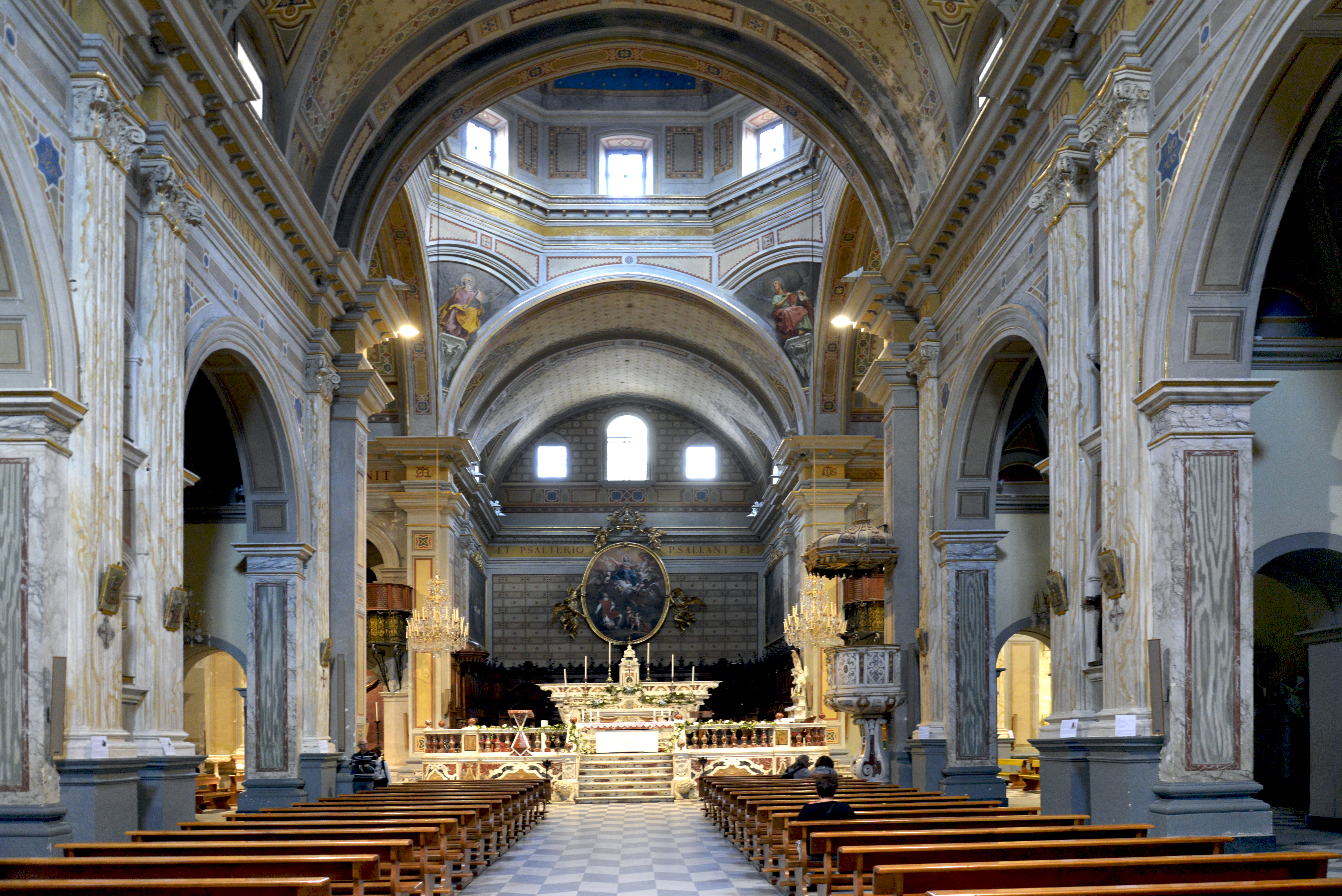
Nef centrale et chœur de la cathédrale.
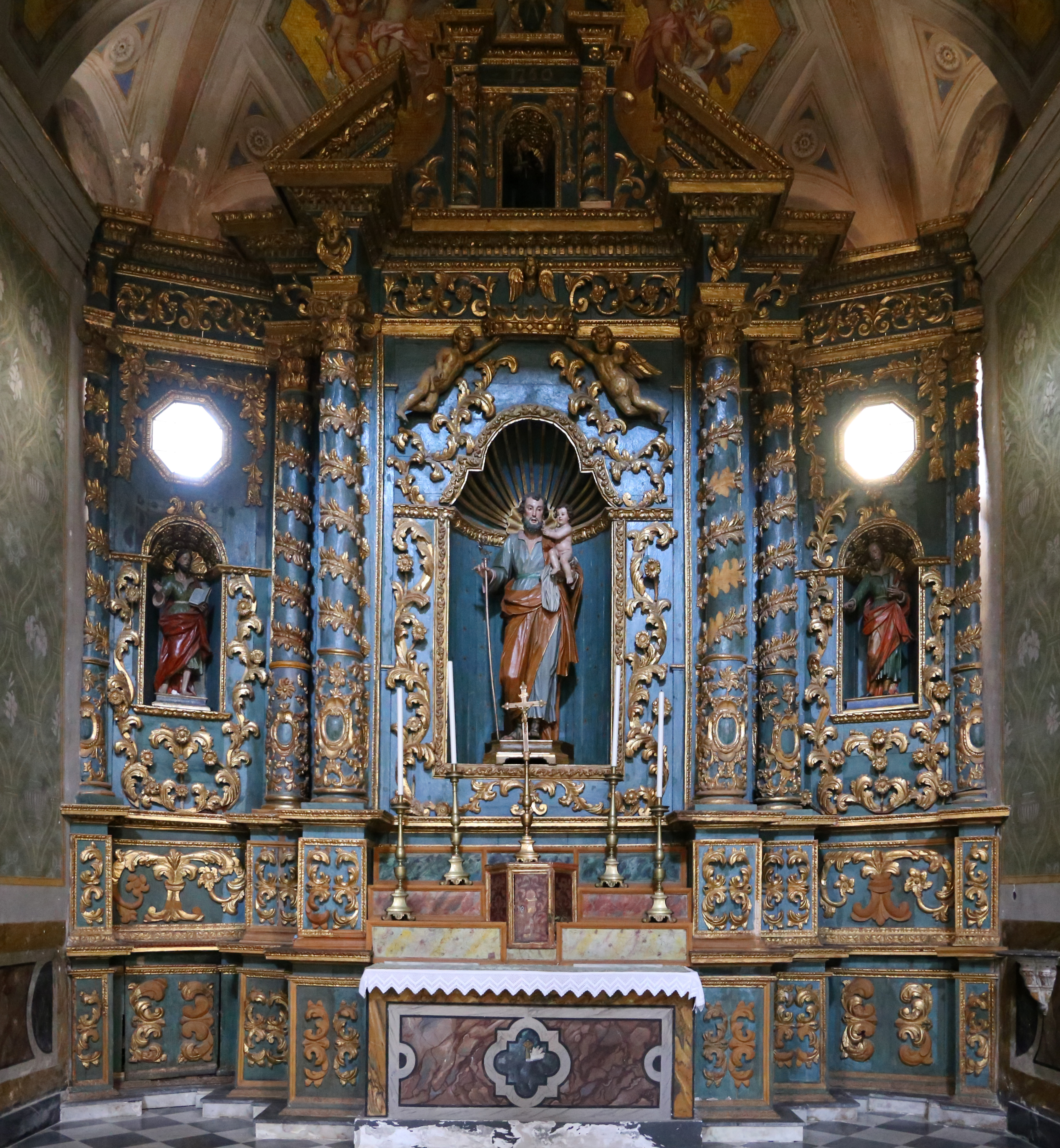
Chapelle Saint Joseph.
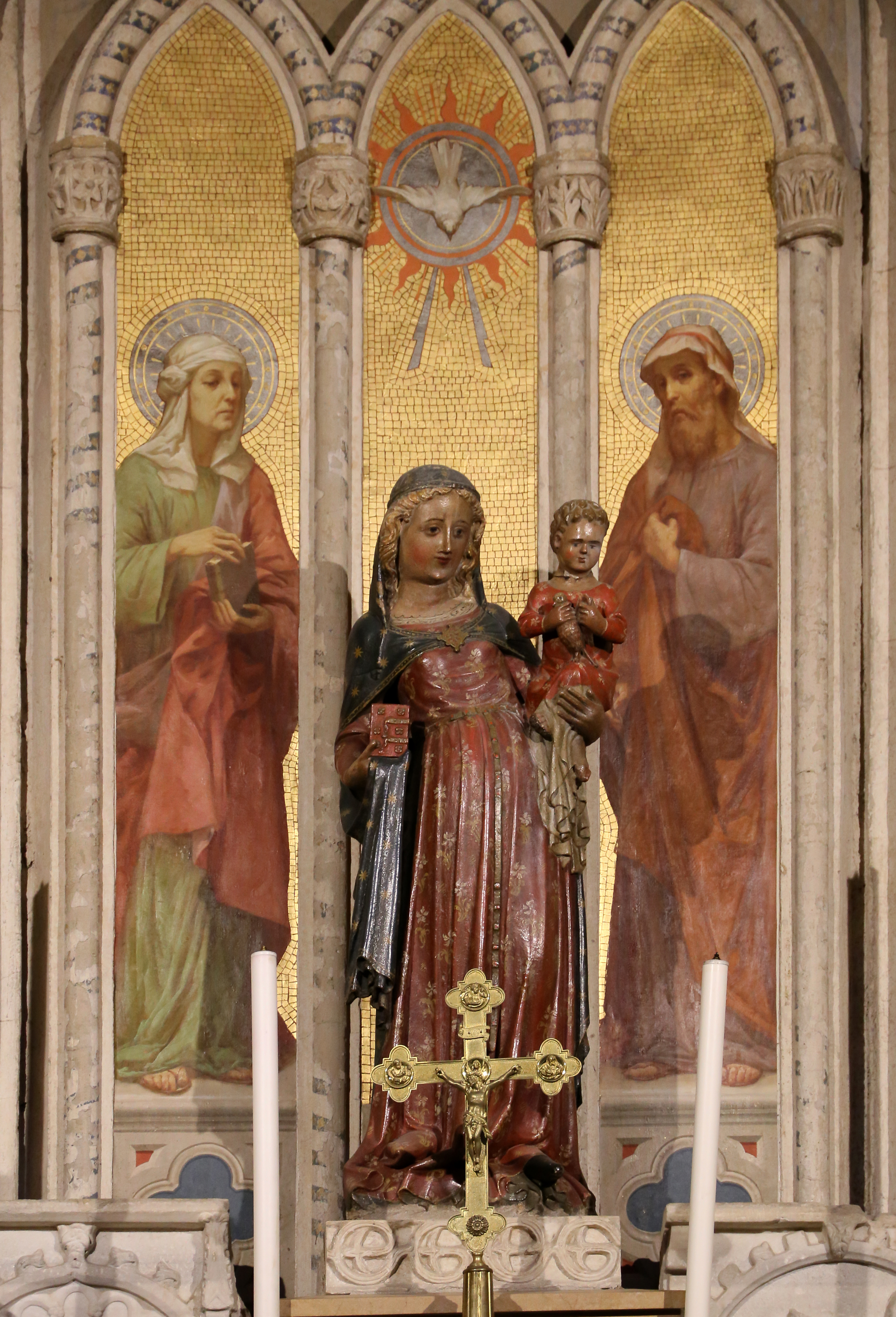
Statue de Notre-Dame du Remède de l'école catalane (v. 1310) et mosaïques néogothiques d'Ettore Ballerini.